# ホーマー・ブッシュ・ジュニア
ホーマー・ブッシュ・ジュニア（Homer Bush Jr., 2001年10月13日 - ）は、カナダのオンタリオ州トロント出身（アメリカ合衆国テキサス州ヒューストン育ち）のプロ野球選手（外野手）。右投右打。MLBのタンパベイ・レイズ傘下所属。
父は同じくプロ野球選手（内野手）のホーマー・ブッシュであり、親子二代でサンディエゴ・パドレスからドラフト指名されている。

## 経歴

### プロ入りとパドレス傘下時代
2023年のMLBドラフト4巡目（全体128位）でサンディエゴ・パドレスから指名され、プロ入り。契約後、傘下のルーキー級アリゾナ・コンプレックスリーグ・パドレスでプロデビュー。A級レイクエルシノア・ストームとAA級サンアントニオ・ミッションズでもプレーし、3チーム合計で44試合に出場して打率.325、3本塁打、22打点、17盗塁を記録した。
2024年、パドレス傘下ではA+級フォートウェイン・ティンキャップスでプレーした。

### レイズ傘下時代
2024年7月28日にジェイソン・アダムとのトレードで、ディラン・レスコ、J.D.ゴンザレスと共にタンパベイ・レイズへ移籍した。移籍後は傘下のA+級ボーリンググリーン・ホットロッズへ配属され、移籍前を含めた2チーム合計で114試合に出場して打率.272、6本塁打、30打点、57盗塁を記録した。